# Ankiling Diabone
Ankiling Diabone, né en 1955 à Oussouye, est un judoka sénégalais.

## Carrière
Ankiling Diabone rejoint le Centre national d'éducation physique et sportive de Thiès en 1975.
Il participe à deux éditions des Jeux olympiques, en 1980 et en 1988.
Dans la catégorie des poids moyens, il remporte une médaille d'or aux Championnats d'Afrique de judo 1982 au Caire, aux Championnats d'Afrique de judo 1983 à Dakar ainsi qu'aux Championnats d'Afrique de judo 1986 à Casablanca, et une médaille de bronze aux Championnats d'Afrique de judo 1985 à Tunis. Il est médaillé d'or aux Jeux africains de 1987 à Nairobi.
Il prend sa retraite en 1990.